# Mister Grand International 2023
Mister Grand International 2023 là cuộc thi Mister Grand International lần thứ sáu được tổ chức tại Casa De La Cultura Hinojos, Huelva, Tây Ban Nha vào ngày 15 tháng 1 năm 2024. Nam vương Michael Pelletier đến từ Thụy Sĩ trao vương miện cho người kế nhiệm là Seif Al Walid Harb đến từ Liban.

## Kết quả

### Thứ hạng
| Hạng                            | Thí sinh | Tham khảo                                 |
| ------------------------------- | --- | ----------------------------------------- |
| Mister Grand International 2023 | - Liban – Seif Al Walid Harb | [ 1 ] [ 2 ] [ 3 ] [ 4 ] [ 5 ] [ 6 ] [ 7 ] |
| Á vương 1                       | - Singapore – Igor Cheban | [ 1 ] [ 2 ] [ 3 ] [ 4 ] [ 5 ] [ 6 ] [ 7 ] |
| Á vương 2                       | - Thái Lan – Sirinutt Sean Cholvibool | [ 1 ] [ 2 ] [ 3 ] [ 4 ] [ 5 ] [ 6 ] [ 7 ] |
| Á vương 3                       | - Ba Lan – Michal Kalcowski | [ 1 ] [ 2 ] [ 3 ] [ 4 ] [ 5 ] [ 6 ] [ 7 ] |
| Á vương 4                       | - Hàn Quốc – Hwang Jung Sung | [ 1 ] [ 2 ] [ 3 ] [ 4 ] [ 5 ] [ 6 ] [ 7 ] |
| Á vương 5                       | - Philippines – Jesus Guinto | [ 1 ] [ 2 ] [ 3 ] [ 4 ] [ 5 ] [ 6 ] [ 7 ] |
| Top 12                          | - Brasil – Marcio Camargos - Pháp – Bastien Chaubet - Tây Ban Nha – Asier Garcia - Venezuela – Jesus Rinçon - Việt Nam – Nguyễn Hoàng Tùng - Ý – Alex Pucino | [ 1 ] [ 2 ] [ 3 ] [ 4 ] [ 5 ] [ 6 ] [ 7 ] |
| Top 16                          | - Bỉ – Luciano Camara - Colombia – Juan Se Hurtado - Cộng hòa Dominica – Fernando Nolasco - Séc – Matteo Lucano                                              | [ 1 ] [ 2 ] [ 3 ] [ 4 ] [ 5 ] [ 6 ] [ 7 ] |

## Các thí sinh
21 thí sinh dự thi.
| Quốc gia/vùng lãnh thổ | Thí sinh                 |
| ---------------------- | ------------------------ |
| Ba Lan                 | Michal Kalcowski         |
| Bỉ                     | Luciano Camara           |
| Brasil                 | Marcio Camargos          |
| Colombia               | Juan Sebastián Hurtado   |
| Cộng hòa Dominica      | Fernando Nolasco         |
| Đức                    | Alex Demian              |
| Ecuador                | Gesu Cacurri             |
| Hàn Quốc               | Hwang Jun Sung           |
| Kosovo                 | Blerim Asani             |
| Liban                  | Seif Al Walid Harb       |
| Panamá                 | Carlos Pellicier         |
| Pháp                   | Bastien Chaubet          |
| Philippines            | Jesús Guinto             |
| Puerto Rico            | Julio Prieto             |
| Séc                    | Matteo Lucano            |
| Singapore              | Igor Cheban              |
| Tây Ban Nha            | Asier Garcia             |
| Thái Lan               | Sean Sirinutt Cholvibool |
| Venezuela              | Jesus Rinçon             |
| Việt Nam               | Nguyễn Hoàng Tùng        |
| Ý                      | Alex Pucino              |

### Dự thi quốc tế khác
Mister International
- 2023:  Liban — Seif Al Walid Harb (Top 20)[11]